# Imme Dros
Emmy Theodora Dros, detta Imme (Oudeschild, 26 settembre 1936), è una scrittrice olandese, autrice soprattutto di libri di narrativa per bambini e ragazzi.

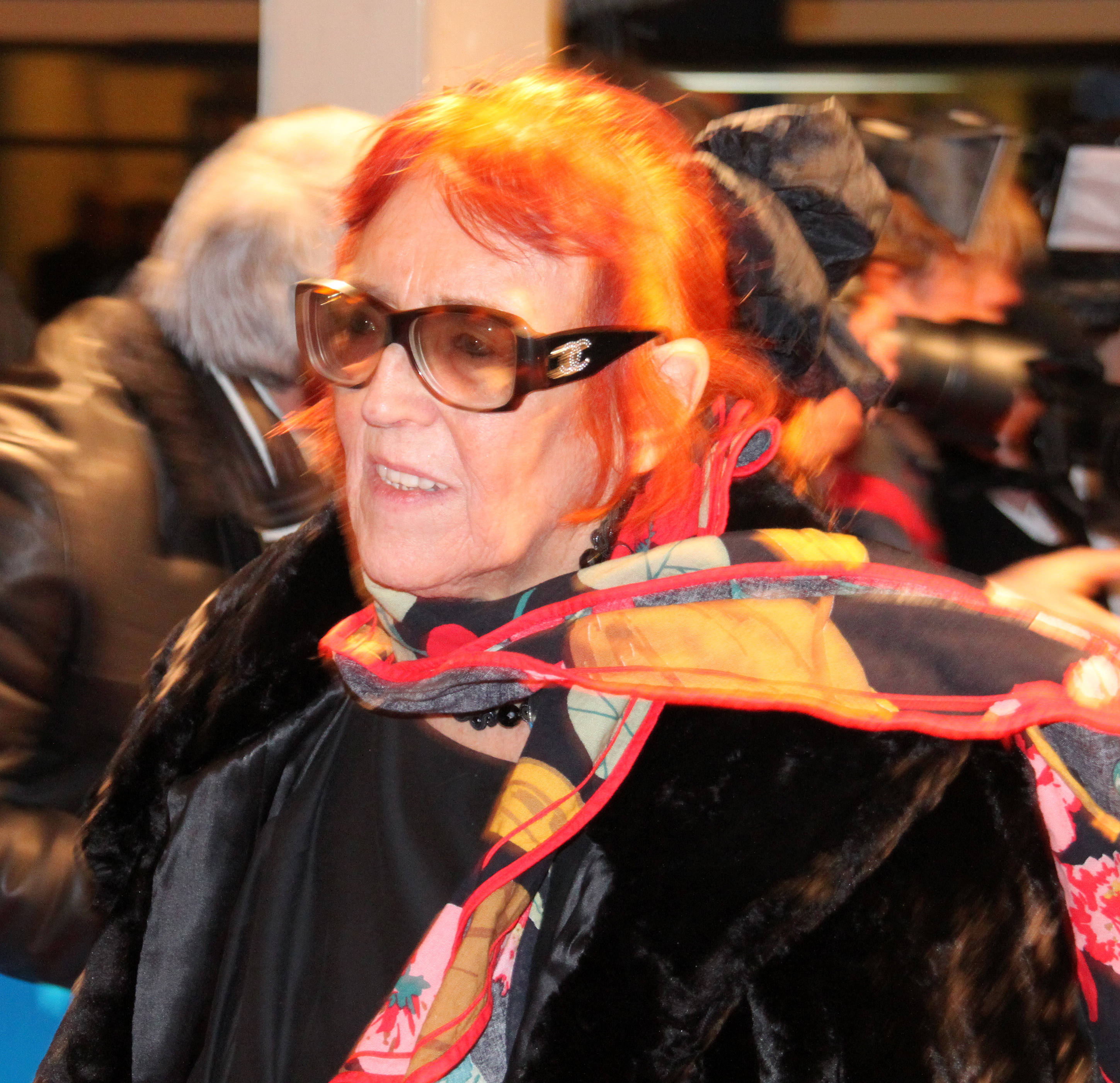
Imme Dros

In carriera, ha pubblicato a partire dall'inizio degli anni settanta circa una trentina di libri e si è aggiudicata vari premi letterari, tra cui per 14 volte il Griffel d'argento.
I suoi libri, solitamente illustrati dal marito Harrie Geelen, sono stati tradotti in varie lingue, tra cui danese, francese, giapponese, inglese, italiano, portoghese e svedese.
La sua opera ha come fonte di ispirazione soprattutto i testi della mitologia greca, di cui è anche traduttrice.
Oltre che come scrittrice di libri, ha lavorato anche come sceneggiatrice di serie televisive e come autrice di programmi televisivi.

## Biografia
Emmy Theodora Dros è nata ad Oudeschild, nell'isola di Texel (Olanda Settentrionale) il 26 settembre 1936, prima dei sei figli di un panettiere.
Frequenta la scuola prima a Texel e poi a Den Helder.
Sin da bambina mostra passione per la lettura, la scrittura e la recitazione e quando ha quattordici anni, una sua poesia natalizia viene pubblicata sul giornale Vrije Gedulden.
Nel 1958, si trasferisce ad Amsterdam per studiare lingua e letteratura olandese.
Nella capitale olandese, conosce l'illustratore, sceneggiatore e autore televisivo Harrie Geelen, che nel 1963 diventerà suo marito.
Negli anni sessanta, frequenta il Cabaret Sing Sing, dove nel 1962 si esibisce, tra l'altro, nell'interpretazione di un brano scritto dal futuro marito Ik ben To van het bureau.
Tra la fine degli anni sessanta e l'inizio degli anni settanta, collabora col marito come autrice del programma televisivo Oebele e come sceneggiatrice della serie TV Kunt u mij de weg naar Hamelen vertellen, meneer?. È inoltre autrice del programma televisivo Ti Ta Tovenaar.
Nel 1971, esce il suo primo libro, Het paard Rudolf ("Il cavallo Rudolf"), pubblicato dalla casa editrice Van Holkema & Warendorf.
Nel 1988, si aggiudica il suo primo Griffel d'argento. Nello stesso anno, si aggiudica anche il Premio Woutertje Pieterse per Annetje Lie in het holst van de nacht.
Nel 2003, le viene assegnato il Premio Theo Thijssen per l'intera sua opera.

## Pubblicazioni
- 1971 Het paard Rudolf
- 1974 Duif maar dapper : het ware en onverkorte verslag van de onvergetelijke belevenissen van Havikduif (titolo alternativo: Duif, dappere duif)
- 1975 Pinkeltje's picknick
- 1975 Een mislukte foto  (tratto dalla serie TV Q & Q)
- 1976 Kunst- en vliegwerk (tratto dalla serie TV Q & Q)
- 1976 Spicht en de burgemeester
- 1977 Altijdgrijs
- 1978 Pinkeltje
- 1980 De zomer van dat jaar
- 1982 Lange maanden
- 1983 En een tijd van vrede
- 1985 De witte boot
- 1987 Annetje Lie in het holst van de nacht
- 1987 De trimbaan
- 1988 De reizen van de slimme man
- 1989 Roosje kreeg een ballon
- 1990 De man in het tijgervel
- 1990 De o van opa
- 1990 Roosje kan veters
- 1991 Odysseia: de reizen van Odysseus  (traduzione dell'Odissea)
- 1991 De wolf die tegen water praatte
- 1991 Een beetje Kerstmis
- 1991 De Maan en de Muizenkoning
- 1991 Ik wil die!
- 1992 Roosje wil dokter worden '
- 1992 Roosje moet mee
- 1992 Een heel lief konijn
- 1992 Van een vrouw die een huisje bouwde in haar buik
- 1993 De blauwe stoel, de ruziestoel
- 1993 De nieuwe kleren van de keizer
- 1993 Wat vader doet, is altijd goed
- 1993 De tondeldoos
- 1993 Repelsteeltje
- 1993 De jongen met de kip
- 1993 De sprookjeskast : acht sprookjes van Grimm en Andersen
- 1993 Roekel
- 1993 De nachtegaal
- 1994 Odysseus : een man van verhalen
- 1995 Morgen ga ik naar China
- 1995 Ongelukkig verliefd
- 1996 Repelsteel en andere stukken
- 1996 Koning Midas heeft ezelsoren
- 1996 Dag soldaat, dag mooie soldaat
- 1996 Lievepop en Lappenpop
- 1996 De huiveringwekkende mythe van Perseus
- 1997 De macht van de liefde : de mythen van Pygmalion, Narkissos, Tereus, Orfeus en Helena
- 1997 Dit is het huis bij de kromme boom
- 1998 Het grote avonturenboek van Roosje
- 1999 Zuurstok is de mooiste kleur
- 1999 Ilios : het verhaal van de Trojaanse oorlog
- 1999 Reis naar de liefde : de mythe van het Gulden Vlies
- 2000 Koning Odysseus : toneel
- 2000 Held van de twaalf taken : de mythe van Herakles
- 2001 Ilios & Odysseus  (raccolta)
- 2001 Zomaar was je geboren : een wiegelied
- 2002 Zomaar was je geboren : wiegelied per een jongen
- 2002 Held van het labyrint : de mythen van Theseus en Ariadne, Daidalos en Ikaros, en Faidra
- 2003 Roosje wordt beroemd
- 2003 Het mooiste boek van de wereld
- 2003 Roosje leert zwemmen
- 2004 Ik wil dát!
- 2004 Roosje moet op reis
- 2004 Griekse mythen
- 2005 Bijna jarig
- 2008 Mee met Aeneas
- 2008 De groeten van de goede Sint
- 2009 Naar het ziekenhuis
- 2010 Het boeboek

## Filmografia

### Sceneggiatrice
- Oebele - programma TV, 20 puntate (1968-1972)
- Peppi en Kokki - film TV (1973)
- Kunt u mij de weg naar Hamelen vertellen, meneer? - serie TV (1975-1976)
- No Man's Valley - film TV(1981)
- Maria Magdalena - film TV (1985)
- Annetje Lie in het holst van de nacht _ film TV (2004)
- Lief Konijn - film TV (2012)

## Premi & riconoscimenti
- 1981 Griffel d'argento per De zomer van dat jaar
- 1983 Premio Nienke van Hichtum (Nienke van Hichtumprijs) per En een tijd van vrede
- 1988 Griffel d'argento per De trimbaan
- 1988 Griffel d'argento per Annetje Lie in het holst van de nacht
- 1988 Premio Woutertje Pieterse (Woutertje Pieterse Prijs) per Annetje Lie in het holst van de nacht
- 1989 Griffel d'argento per De reizen van de slimme man
- 1990 Griffel d'argento per Roosje kreeg een ballon
- 1991 Griffel d'argento per De o van opa
- 1992 Griffel d'argento per Ik wil die!
- 1993 Vlag en Wimpel per Een heel lief konijn
- 1994 Griffel d'argento per De blauwe stoel, de ruziestoel
- 1995 Griffel d'argento per Odysseus : een man van verhalen
- 1996 Griffel d'argento per Morgen ga ik naar China
- 1996 Vlag en Wimpel (tekst) per Ongelukkig verliefd
- 1998 Griffel d'argento per Dit is het huis bij de kromme boom
- 2000 Zilveren Zoen per Ilios : het verhaal van de Trojaanse oorlog
- 2003 Premio Theo Thijssen (Theo Thijssenprijs) per l'intera opera
- 2004 Griffel d'argento per Het mooiste boek van de wereld
- 2006 Griffel d'argento per Bijna jarig!
- 2006 Premio Woutertje Pieterse per Bijna jarig